# Teodor Hăucă
Teo Hăucă este un fost senator român în legislatura 1996-2000 ales în județul Suceava pe listele partidului PD. În cadrul activității sale parlamentare, Teodor Hăucă a fost membru în grupurile parlamentare de prietenie cu Republica Franceză-Senat și Republica Polonă.  Teodor Hăucă a fost membru în comisia economică, industrii și servicii precum și în comisia pentru agricultură, silvicultură și dezvoltare rurală.   

## Controverse
Pe 10 iunie 2016 Teodor Hăucă a fost trimis în judecată de procurorii DNA pentru trafic de influență și cumpărare de influență.
Pe 14 mai 2019 Teodor Hăucă a fost achitat definitiv de Înalta Curte de Casație și Justiție.